# بازآرایی نبر
بازآرایی نبر(به انگلیسی: Neber rearrangement) یک واکنش آلی است که در آن یک کتوکسیم از طریق یک واکنش بازآرایی به یک آلفا-آمینوکتون تبدیل می‌شود.
اکسیم در ابتدا به یک O-سولفونات تبدیل می‌شود، برای مثال یک توسیل از واکنش با توسیل کلرید. با اضافه شدن باز، یک کربانیون ایجاد می‌شود که گروه توسیلات را طی یک جابجایی هسته‌دوستی به آزیرین تبدیل می‌کند و در ادامه آب اضافه شده موجب هیدرولیز و تولید آمینوکتون می‌شود.
بازآرایی بکمان یک واکنش جانبی در این فرایند است.